# Gralserzählung
Die Gralserzählung ist ein zentraler Bestandteil der romantischen Oper Lohengrin von Richard Wagner.
Nachdem Lohengrin ursprünglich allen und insbesondere der von ihm geretteten und geehelichten Elsa von Brabant verboten hatte, ihn nach Namen und Herkunft zu fragen („Nie sollst du mich befragen, noch Wissens Sorge tragen, woher ich kam der Fahrt, noch wie mein Nam’ und Art!“), ließ Elsa sich gleichwohl zu dieser Frage hinreißen. Lohengrin beantwortet sie ihr feierlich vor dem König mit der Gralserzählung, in der er seine Identität als Sohn des Gralskönigs Parzival offenbart:
In fernem Land, unnahbar euren Schritten,

liegt eine Burg, die Monsalvat genannt;

ein lichter Tempel stehet dort inmitten,

so kostbar als auf Erden nichts bekannt;

drin ein Gefäß von wundertät’gem Segen

wird dort als höchstes Heiligtum bewacht.

Es ward, dass sein der Menschen reinste pflegen,

herab von einer Engelschar gebracht.

Alljährlich naht vom Himmel eine Taube,

um neu zu stärken seine Wunderkraft:

Es heißt der Gral, und selig reinster Glaube

erteilt durch ihn sich seiner Ritterschaft.

Wer nun dem Gral zu dienen ist erkoren,

den rüstet er mit überirdischer Macht;

an dem ist jedes Bösen Trug verloren,

wenn ihn er sieht, weicht dem des Todes Nacht;

selbst wer von ihm in ferne Land entsendet,

zum Streiter für der Tugend Recht ernannt,

dem wird nicht seine heil’ge Kraft entwendet,

bleibt als sein Ritter dort er unerkannt.

So hehrer Art doch ist des Grales Segen,

enthüllt muss er des Laien Auge fliehn;

des Ritters drum sollt Zweifel ihr nicht hegen,

erkennt ihr ihn – dann muss er von euch ziehn.

Nun hört, wie ich verbot’ner Frage lohne:

Vom Gral ward ich zu euch daher gesandt:

Mein Vater Parzival trägt seine Krone,

Sein Ritter ich – bin Lohengrin genannt.
So weit ist die Gralserzählung regelmäßiger Bestandteil der Lohengrin-Aufführungen. Die ursprüngliche Partitur enthält jedoch eine „zweite Strophe“ mit 56 durchkomponierten Takten. Dieser weitere Text lautet:
Nun höret noch, wie ich zu euch gekommen!

Ein klagend Tönen trug die Luft daher,

daraus im Tempel wir sogleich vernommen,

dass fern wo eine Magd in Drangsal wär’.

Als wir den Gral zu fragen nun beschickten,

wohin ein Streiter zu entsenden sei,

da auf der Flut wir einen Schwan erblickten,

zu uns zog einen Nachen er herbei:

mein Vater, der erkannt des Schwanes Wesen,

nahm ihn in Dienst nach des Grales Spruch,

denn wer ein Jahr nur seinem Dienst erlesen,

dem weicht von dann ab jedes Zaubers Fluch.

Zunächst nun sollt’ er mich dahin geleiten,

woher zu uns der Hilfe Rufen kam,

denn durch den Gral war ich erwählt zu streiten,

darum ich mutig von ihm Abschied nahm.

Durch Flüsse und durch wilde Meereswogen

hat mich der treue Schwan dem Ziel genaht,

bis er zu euch daher ans Ufer mich gezogen,

wo ihr in Gott mich alle landen saht.
Vor der Uraufführung, die Wagner wegen seiner Beteiligung an der März-Revolution von 1848 nicht selbst organisieren konnte, schrieb er einen Brief an Franz Liszt, der die Aufführung in Weimar einstudierte, und bat, diese Passage nicht aufzuführen, weil sie nach dem ersten Teil der Gralserzählung eine „erkältende Wirkung“ auf das Publikum haben könnte. Später setzte sich allgemein die Auffassung durch, Wagner habe die Gralserzählung mit Rücksicht auf die Tenor-Partie des Lohengrin gekürzt, weil die stimmliche Belastung für den Sänger nicht zumutbar sei. Derartige Rücksichtnahmen auf die Sänger finden sich jedoch sonst im Wagner’schen Werk eher selten.
Tatsächlich hat die Werkkürzung bis heute mit wenigen Ausnahmen Bestand. Bei den Bayreuther Festspielen wurde lediglich 1936 die Gralserzählung in ihrer vollen Länge gegeben. In moderneren Zeiten wurde die ungekürzte Version beispielsweise in der Wiener Staatsoper in der Saison 2005/06 aufgeführt.
Es gibt eine CD mit Johan Botha, auf der die Gralserzählung auch mit der zweiten Strophe eingespielt wurde. Gleiches gilt für die Einspielungen von Erich Leinsdorf und dem Boston Symphony Orchestra (Sandor Konya als Lohengrin) und Daniel Barenboim und der Staatskapelle Berlin (Peter Seiffert als Lohengrin) sowie die Wagner-CD des Tenors Jonas Kaufmann 2013.
Für die Werkinterpretation ist auch dieser vom Schicksal des in einen Schwan verwandelten Herzogssohnes Gottfried erzählende Text als integraler Bestandteil der Dichtung im vollen Umfang heranzuziehen.